# Cimetière militaire de Marteville
Le cimetière militaire de Marteville (en anglais, Marteville Communal Cemetery) est un  cimetière militaire de la Première Guerre mondiale situé sur le territoire de la commune d'Attilly, dans le hameau de Marteville dans le département de l'Aisne .

## Localisation
Ce cimetière est situé à 3 km au nord-oust du village d'Attilly, dans le hameau de Marteville, au fond du cimetière communal.

## Historique

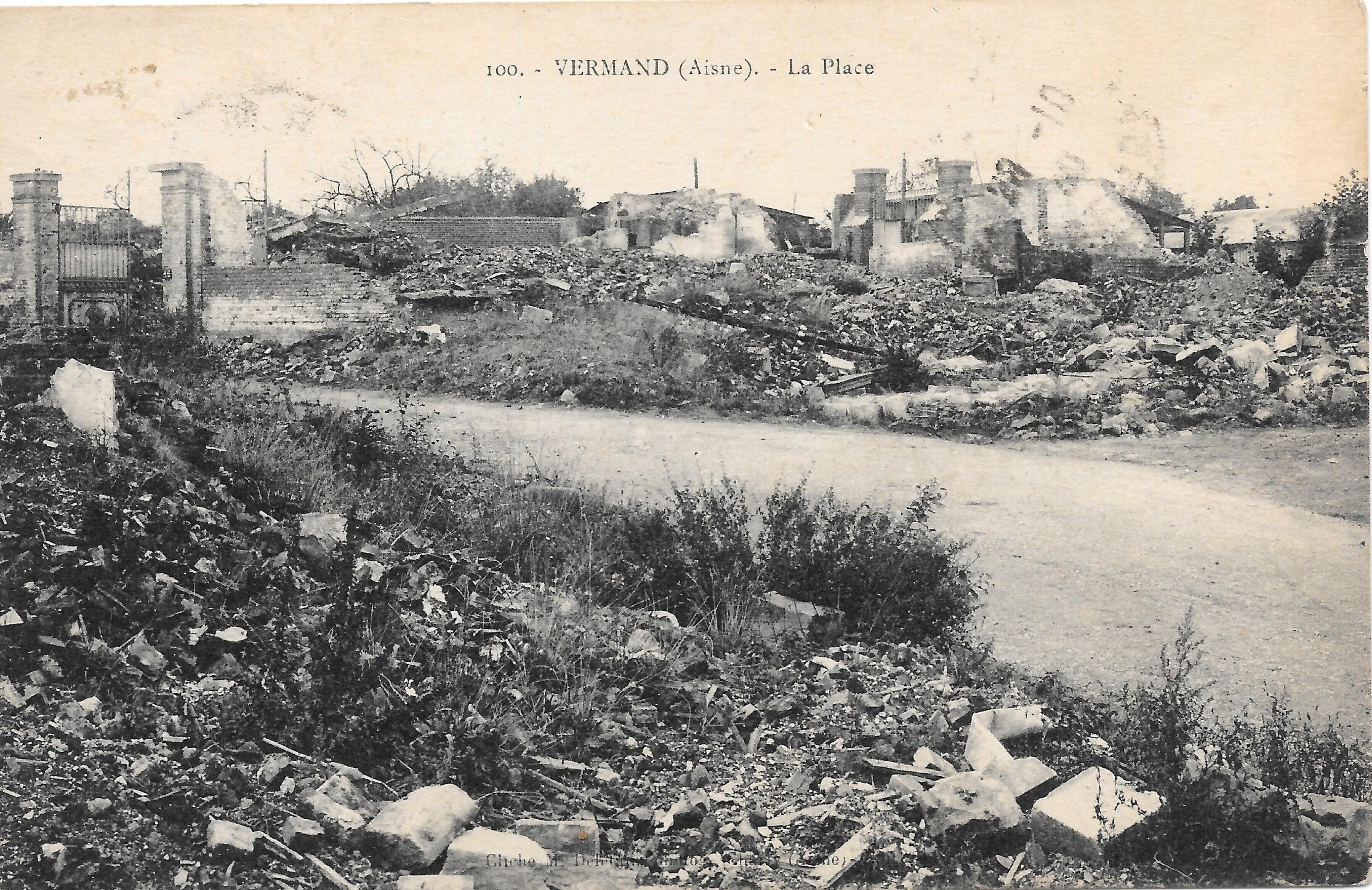
Ruines de la commune de Vermand à l'issue de la guerre 14-18.

Le secteur d'Attilly a été occupé par les Allemands dès le début de la guerre en août 1914. Il a été repris en avril 1917 où de violents combats se sont déroulés, ainsi qu'en janvier, mars, septembre et enfin octobre 1918, date à laquelle le village a été définitivement conquis par les troupes britanniques.

## Caractéristique
Ce cimetière a été commencé en avril 1917 et continué avec les victimes des combats de 1918. Il y en a maintenant 70 tombes de la guerre de 1914-18 sur ce site .

## Galerie

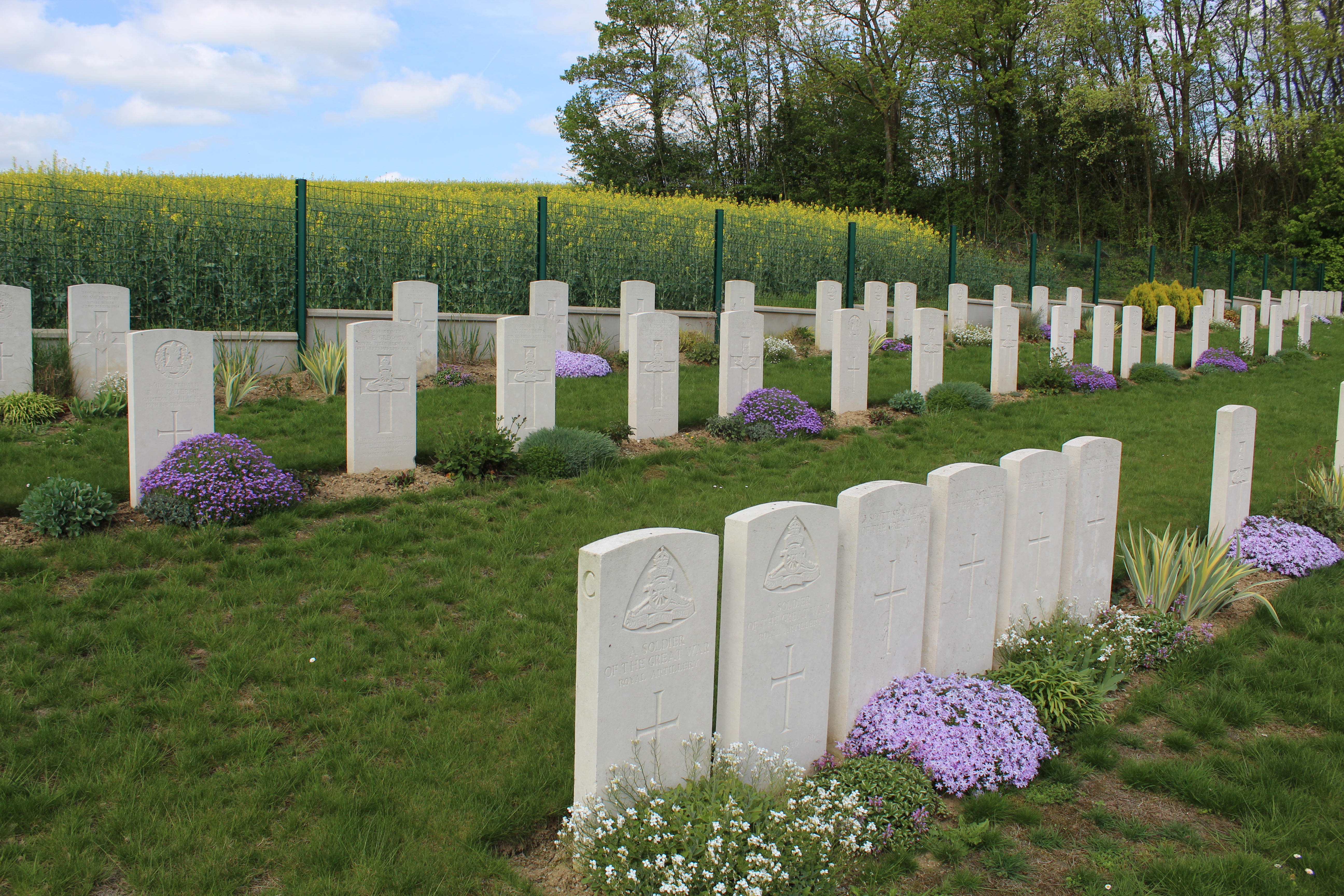
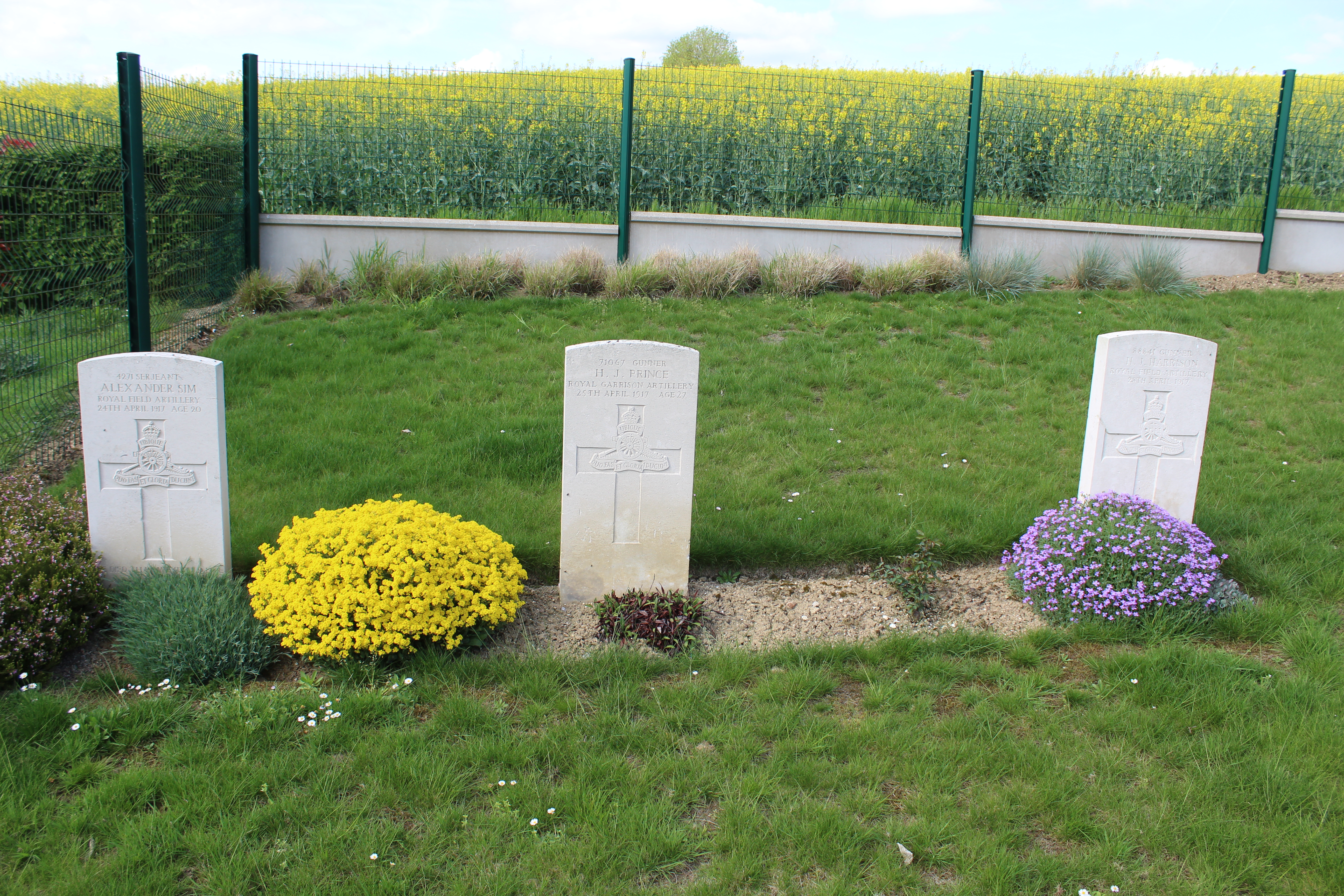

## Sépultures
| Pays        | Sépultures |
| ----------- | ---------- |
| Royaume-Uni | 70         |